# Goszczyn (gemeente)
De gemeente Goszczyn is een landgemeente in het Poolse woiwodschap Mazovië, in powiat Grójecki.
De zetel van de gemeente is in Goszczyn.
Op 30 juni 2004 telde de gemeente 2935 inwoners.

## Oppervlakte gegevens
In 2002 bedroeg de totale oppervlakte van gemeente Goszczyn 56,99 km², waarvan:
- agrarisch gebied: 92%
- bossen: 3%

De gemeente beslaat 4,12% van de totale oppervlakte van de powiat.

## Demografie
Stand op 30 juni 2004:
| Omschrijving                   | Totaal | Totaal | Vrouwen | Vrouwen | Mannen | Mannen |
| ------------------------------ | ------ | ------ | ------- | ------- | ------ | ------ |
| eenheid                        | aantal | %      | aantal  | %       | aantal | %      |
| inwoners                       | 2935   | 100    | 1425    | 48,6    | 1510   | 51,4   |
| bevolkingsdichtheid (inw./km²) | 51,5   | 51,5   | 25      | 25      | 26,5   | 26,5   |

In 2002 bedroeg het gemiddelde inkomen per inwoner 1206,26 zł.

## Administratieve plaatsen (sołectwo)
Bądków, Bądków-Kolonia, Długowola, Jakubów, Józefów, Modrzewina, Nowa Długowola, Olszew, Romanów, Sielec.

## Aangrenzende gemeenten
Belsk Duży, Jasieniec, Mogielnica, Promna